# Platycampus
Platycampus är ett släkte av steklar som beskrevs av Jørgen Matthias Christian Schiødte 1839. Platycampus ingår i familjen bladsteklar.
Släktet innehåller bara arten Platycampus luridiventris.